# Synanthedon menglaensis
Synanthedon menglaensis is een vlinder uit de familie wespvlinders (Sesiidae), onderfamilie Sesiinae.
Synanthedon menglaensis is voor het eerst wetenschappelijk beschreven door Yang & Wang in 1989. De soort komt voor in het Oriëntaals gebied.